# Archiwum Państwowe we Wrocławiu
Archiwum Państwowe we Wrocławiu – archiwum państwowe we Wrocławiu. W jego zasobach znajdują się dokumenty od XII w. do XXI w. związane głównie z Dolnym Śląskiem. 

## Historia
Protoplastą Archiwum Państwowego we Wrocławiu było Królewskie Akademickie Archiwum Uniwersyteckie przy Uniwersytecie Wrocławskim, utworzone 27 października 1815 r. celem przechowywania tych archiwaliów kościelnych, które upaństwowiono przy sekularyzacji w roku 1810. Wkrótce potem do archiwum zaczęto przekazywać archiwalia zamykanych urzędów śląskich. W 1822 r. archiwum wyłączono ze struktur uniwersytetu i usamodzielniono jako Królewskie Śląskie Archiwum Prowincjonalne. Jego zarządzającymi byli m.in. Wilhelm Wattenbach i Colmar Grünhagen.
Przed oblężeniem Wrocławia zasoby archiwum obejmujące wówczas około 300 tys. tomów akt i dokumentów oraz 30 000 książek wywieziono i ukryto w różnych rejonach Dolnego Śląska, Czech i na zachód od Nysy Łużyckiej. Po wojnie znaczną część odzyskano, zarówno przejmując wywiezione partie, jak i w późniejszych latach otrzymując wywiezione archiwalia od Czechosłowacji, NRD i ZSRR. Gromadzono też na bieżąco różne dokumenty powojenne. Archiwum Państwowe we Wrocławiu utworzył minister oświaty 17 grudnia 1946 r., aczkolwiek organizację archiwum i pozyskanie gmachu na jego siedzibę zaczęto już w grudniu 1945. Od 1950 r. zaczęto tworzyć oddziały powiatowe podległe archiwum wrocławskiemu, których liczba, siedziby i status zmieniały się wielokrotnie. W 2018 r. istniały cztery oddziały terenowe: Bolesławiec, Jelenia Góra, Kamieniec Ząbkowicki, Legnica. W roku 2013 zbiory archiwum obejmowały 25 244 mb archiwaliów, z których najstarszy pochodzi z 1175 r. Oprócz gromadzenia i udostępniania archiwaliów Archiwum Państwowe we Wrocławiu prowadzi też działalność wystawienniczą i wydawniczą. 
Siedzibą archiwum od powstania do 1847 był poklasztorny gmach na wyspie Piasek, następnie niezachowany do dziś budynek Stanów Śląskich (Ständehaus) przy ulicy Krupniczej, a w 1876 r. przeniesiono archiwum do własnego, nowo wybudowanego gmachu przy skrzyżowaniu obecnych ulic Piłsudskiego i Kołłątaj. Był to pierwszy w Prusach gmach wybudowany specjalnie dla archiwum (nie zachował się). W 1906 r. archiwum przeprowadziło się do kolejnego, zbudowanego na swoje potrzeby gmachu przy obecnej ulicy Skłodowskiej-Curie przy skrzyżowaniu z ul. Nauczycielską. Siedzibę archiwum władze niemieckie rozebrały wiosną 1945 r. w trakcie oblężenia Wrocławia, by zrobić miejsce pod lotnisko polowe w rejonie obecnego placu Grunwaldzkiego. W 1946 r. przyznano archiwum obecną siedzibę na rogu ul. Pomorskiej i Cybulskiego oraz budynek przy Więziennej nr 6. Archiwum powojenne dysponowało też magazynem przy ul. Świstackiego 10a. Dwa ostatnie budynki w późniejszych latach archiwum utraciło.